# Vágapáti
Vágapáti (szlovákul Opatovce) község Szlovákiában, a Trencséni kerületben, a Trencséni járásban.

## Fekvése
Trencséntől 6 km-re délnyugatra, a Vág bal partján fekszik.

## Története
A települést már 1113-ban a zoborhegyi bencés apátság oklevelében említik „villa Trensciniensis sancti Ypoliti” alakban. Szent Hypolit néven kezdetben a zoborhegyi apátság birtokolta. 1378-ban „Apaty”, 1411-ben „Apati”, 1412-ben „Apathy” alakban írják. A 15. századtól a nyitrai püspökségé, később a jezsuitáké. 1598-ban „Appati penes Byrocz” volt a neve, ekkoriban 11 ház állt itt. 1720-ban 8 adózója volt. 1784-ben 18 házában, 20 családban 132 lakosa élt. A 18. század végén pedig – miután a jezsuita rendet feloszlatták – a vallásalapé lett. Később visszakapta a püspökség.
A 18. század végén Vályi András így ír róla: „APÁTI. Tót falu Trentsén Vármegyében, földes ura a’ Királyi Kamara, lakosai katolikusok, fekszik Trentséntöl nem meszsze Vág vize mellett, Turnának szomszédságában, mellynek filiája. Határja jó termékenységű, ’s külömbféle javakkal bővelkedő, első Osztálybéli.”
1828-ban 22 háza volt 199 lakossal. Lakói mezőgazdasággal, halászattal, fakereskedelemmel foglalkoztak. A faluban sörfőzde is működött és nagy hagyományai voltak a molnármesterségnek is.
Fényes Elek 1851-ben kiadott geográfiai szótárában így ír a faluról: „Apáti, (Opetowecz), tót falu, Trencsén vgyében, a Vágh bal partján: 162 kath., 10 evang., 6 zsidó lak. F. u. a nyitrai püspök. Trencsénhez 1 1/2 óra.”
A 19. század második felében kolerajárvány pusztított, 1880-ban és 1890-ben pedig a falu egy része leégett. A Vágh közelsége a haszon mellett sokszor okozott károkat is a községnek, melyet többször pusztított árvíz. A trianoni békéig Trencsén vármegye Trencséni járásához tartozott.
A háború után a mezőgazdaság mellett sokan foglalkoztak kosárfonással, vászonszövéssel.

## Népessége
| Év:            | 1994. | 2004.   | 2014.   | 2024.   |
| -------------- | ----- | ------- | ------- | ------- |
| Emberek száma: | 407   | 395     | 401     | 433     |
| Eltérés:       |       | -2,94 % | +1,51 % | +7,98 % |

| Év:            | 2023. | 2024.   |
| -------------- | ----- | ------- |
| Emberek száma: | 432   | 433     |
| Eltérés:       |       | +0,23 % |

1880-ban 226 lakosából 5 német és 211 szlovák anyanyelvű volt, ebből 203 római katolikus, 15 evangélikus és 8 izraelita vallású.
1890-ben 203 lakosából 2 német és 201 szlovák anyanyelvű volt.
1900-ban 227 lakosából 2 német és 223 szlovák anyanyelvű volt.
1910-ben 283 lakosából 1 magyar, 2 német és 280 szlovák anyanyelvű volt.
1921-ben 269 lakosából 268 csehszlovák és 1 egyéb nemzetiségű volt.
1930-ban 272 lakosa mind csehszlovák volt.
1991-ben 396 lakosából 390 szlovák, 4 cseh és 1-1 ruszin és morva volt. 
2001-ben 385 lakosából 382 szlovák és 3 cseh volt.
2011-ben 408 lakosából 394 szlovák és 2-2 cseh és morva volt.

## Nevezetességei
- A Hétfájdalmú Szűzanya tiszteletére szentelt kápolnája 1896-ban épült, az 1980-as években átépítették.
- Szent Család kápolnáját 1916-ban építették barokk-klasszicista stílusban, a temető helyén.

## Külső hivatkozások
- Hivatalos oldal
- E-obce.sk Archiválva 2010. december 5-i dátummal a Wayback Machine-ben
- Községinfó
- Vágapáti Szlovákia térképén